# Herbert Kraus (Rechtswissenschaftler)
Herbert Hermann Otto Kraus (* 2. Januar 1884 in Rostock als Herbert Hermann Otto Krause; † 15. März 1965 in Göttingen) war ein deutscher Völkerrechtler. Er war der Gründungsdirektor des Instituts für Völkerrecht der Georg-August-Universität Göttingen. Aufgrund seiner Gegnerschaft zum Nationalsozialismus befand er sich von 1937 bis 1945 zwangsweise im Ruhestand.

## Leben
Herbert Kraus, geboren als Sohn des Mathematikers und Hochschullehrers (Johann) Martin Krause und dessen Frau Johanna Eleonore Elisabeth, geb. Maschke, wurde am 3. Februar 1884 in Rostock getauft. Mit Wirkung vom 7. November 1907 verkürzte Herbert Krause seinen Familiennamen zu Kraus.
Nach dem Abitur an der Kreuzschule in Dresden 1903 studierte Herbert Kraus zunächst Geschichte, Kunstgeschichte und Philosophie an der Universität Heidelberg, dann Rechtswissenschaften an den Universitäten Leipzig und Berlin. 1907 wurde er in Berlin mit einer strafrechtlichen Dissertation, die von Franz von Liszt betreut wurde, promoviert. Nach dem Referendariat im sächsischen Justizdienst legte er 1911 das Zweite Juristische Staatsexamen ab. Während eines darauf folgenden Studienaufenthaltes an der Columbia University in New York City und an der Harvard University fertigte er seine Habilitationsschrift Die Monroedoktrin und ihre Beziehungen zur amerikanischen Diplomatie und zum Völkerrecht an. Im Winter 1913/1914 studierte er in Paris an der Sorbonne. Im Sommer 1914 habilitierte er sich an der Universität Leipzig.
Während des Ersten Weltkriegs war Kraus in der Zivilverwaltung im besetzten Generalgouvernement Belgien eingesetzt. Von 1917 bis 1919 war er in der Rechtsabteilung des Auswärtigen Amtes tätig und nahm an den Verhandlungen zum Friedensvertrag von Brest-Litowsk und Friedensvertrag von Versailles teil.

### Akademische Laufbahn 1919–1937
Auf eine Tätigkeit als Privatdozent 1919 an der Universität Leipzig folgte ab 1920 ein Wirken als außerordentlicher Professor und ab 1923 als ordentlicher Professor an der Universität Königsberg. Zu seinen dortigen Schülern zählte der 1921 mit einer von Kraus betreuten Dissertation promovierte Hans Simons. 1924 gehörte Kraus zu den Gründern der Königsberger Gelehrten Gesellschaft. Während seiner Lehrtätigkeit in Königsberg standen staats- und völkerrechtliche Themen im Vordergrund. Im Sommer 1927 lehrte er an der Haager Akademie für Völkerrecht (erneut 1934); auch lehrte er 1924 im Rahmen von Sommerprogrammen in Chicago und Philadelphia. Ebenso unternahm er mehrere Vortragsreisen in die Schweiz und die USA.
1928 nahm er einen Ruf an die Universität Göttingen an, an der er 1930 ein selbstständiges Seminar für Völkerrecht und Diplomatie, den Vorläufer des späteren Instituts für Völkerrecht an der Universität Göttingen, einrichtete. Zu seinen dortigen Studenten gehörten der spätere Widerstandskämpfer Adam von Trott zu Solz und der spätere Nationalsozialist Christoph Graf Dönhoff. Kraus war Mitglied der Deutschen Staatspartei (DStP).

### Zwangspensionierung 1937–1945
Nach der Machtübernahme sah sich Kraus schon ab dem Frühjahr 1933, nach Veröffentlichung seiner Schrift Die Krise des zwischenstaatlichen Denkens, nationalsozialistischen Anfeindungen ausgesetzt. In dieser Schrift sprach er sich für die Verbindlichkeit bestimmter ethisch-moralischer Grundsätze und Mindeststandards aus. Er kritisierte zwar den Versailler Friedensvertrag, bezeichnete aber zugleich indirekt Adolf Hitler als „Narr“ (Kraus: „Wer heute, für heute, das tausendjährige Reich proklamiert, ist ein Narr; und ein Staatsmann, welcher den Faktor Zeit nicht richtig in sein Kalkül einsetzt, verkennt grundlegend seine Aufgabe und wird seinem Eid untreu.“ in: Die Krise des zwischenstaatlichen Denkens). Auch kritisierte er in der Folgezeit das Völkerrechtsverständnis Carl Schmitts. Nach starken Anfeindungen wurde Kraus 1937 seiner Ämter enthoben, pensioniert und mit einem Publikationsverbot belegt. Sein Lehrstuhlnachfolger wurde 1940 Ulrich Scheuner.
Kraus unternahm 1937/1938 zunächst Auftragsarbeiten für die Columbia University und arbeitete in der Folgezeit an einem Völkerrechtslehrbuch sowie einer Monographie über Georg Friedrich von Martens, jedoch wurden die Manuskripte dieser Arbeiten während der Luftangriffe auf Dresden am 12. und 13. Februar 1945 zerstört.

### Nachkriegszeit 1945–1965
1945 wurde er wieder in sein Amt als Professor in Göttingen eingesetzt. Er nahm seine Lehrtätigkeit jedoch erst 1947 wieder auf, denn von 1945 bis 1947 war er als einer der Verteidiger von Hjalmar Schacht, ehemaliger Reichsbankpräsident und Reichswirtschaftsminister unter Hitler, im Nürnberger Prozess gegen die Hauptkriegsverbrecher tätig. Wieder in Göttingen widmete er sich dem Wiederaufbau des Instituts für Völkerrecht und beschäftigte sich mit Fragen des Besatzungsrechts und völkerrechtlichen Fragen im Hinblick auf die Ostgebiete des Deutschen Reiches. Er war Vorsitzender des Sachverständigengremiums der Bundesregierung zum Montanunionsvertrag 1951.
1951 übernahm er die Präsidentschaft des Göttinger Arbeitskreises, der Arbeitsgemeinschaft ostdeutscher Wissenschaftler. 1952 war Kraus Vorsitzender eines Disziplinarausschusses der Universität Göttingen, der im Rahmen des sogenannten Göttinger Mensurenprozesses einen Studenten wegen Mensurenschlagens mit Nichtanrechnung eines Semesters bestrafte. Das Corps Saxonia Göttingen verlieh ihm 1955 die Corpsschleife.
1953 erfolgte seine Emeritierung, die Kraus mit Verweis auf seine vorübergehende Zwangspensionierung erfolgreich bis zum 70. Lebensjahr hinauszögern konnte. Ihm folgte Georg Erler auf den Lehrstuhl nach.
Herbert Kraus erhielt 1957 das Große Verdienstkreuz und 1964 das Große Verdienstkreuz mit Stern des Verdienstordens der Bundesrepublik Deutschland.

## Familie
Kraus war seit 1911 mit der US-amerikanischen Bildhauerin Katherine Thayer Hobson (1889–1982) verheiratet. Sie verließ Deutschland im November 1935; die Ehe wurde 1939 geschieden, und sie heiratete 1939 in Athen Diether Thimme. Aus Kraus’ zweiter Ehe mit Mathilde Nagel stammen zwei Söhne.

## Auszeichnungen
- 1957: Großes Bundesverdienstkreuz
- 1958: Preußenschild
- 1962: Ehrenplakette des Bundes der Vertriebenen
- 1964: Großes Bundesverdienstkreuz mit Stern

## Schriften (Auswahl)
- Die Monroedoktrin in ihren Beziehungen zur amerikanischen Diplomatie und zum Völkerrecht. J. Guttentag, Berlin 1913.
- Interesse und zwischenstaatliche Ordnung. In: Niemeyers Zeitschrift für Internationales Recht, Bd. 49 (1934), S. 22–65.
- Carl Schmitt, Nationalsozialismus und Völkerrecht. In: Niemeyers Zeitschrift für Internationales Recht, Bd. 50 (1935), S. 151–161.
- Die im Braunschweiger Remerprozess erstatteten moraltheologischen und historischen Gutachten nebst Urteil. Girardet, Hamburg 1953.
- Das Urteil von Nürnberg 1946. Mit einer Vorbemerkung. dtv, München 1961.
- Internationale Gegenwartsfragen. Völkerrecht, Staatenethik, Internationalpolitik. Ausgewählte kleine Schriften (= Der Göttinger Arbeitskreis. Bd. 281). Holzner, Würzburg 1963.